# Travis Scott
Travis Scott, anciennement stylisé Travi$ Scott, nom de scène de Jacques Bermon Webster II, né le 30 avril 1991 à Houston, (Texas, États-Unis), est un rappeur, chanteur, producteur, musicien, mixeur, acteur, mannequin et réalisateur américain.
Il a aussi collaboré avec beaucoup de grandes marques. Il est signé sur les labels Grand Hustle et Epic, ainsi que sur le label de Kanye West, GOOD Music, comme producteur. Il publie sa première mixtape intitulée Owl Pharaoh le 22 mai 2013, suivie par une deuxième mixtape, Days Before Rodeo, le 18 août 2014. Son premier album, Rodeo, est publié le 4 septembre 2015 et son deuxième, Birds in the Trap Sing McKnight, sort le 2 septembre 2016. Astroworld, son troisième est publié le 3 août 2018 et Utopia, son quatrième et dernier à ce jour, est publié le 28 juillet 2023.

## Biographie

### Jeunesse et débuts (1991–2014)
Jacques Bermon Webster  est né le 30 avril 1991 à Houston, au Texas, et a grandi à Missouri City, une banlieue au sud-ouest de Houston. Issu d'une fratrie de quatre enfants, il a un grand frère autiste, qui est son mentor, et un frère et une sœur plus jeunes. Il étudie à l'Elkins High School de Missouri City. Jacques restait habituellement avec sa grand-mère, tandis que sa mère travaillait en tant que vendeuse chez AT&T et son père dirigeait ses propres affaires. Scott étudie à l'université du Texas à Austin et à l'université du Texas à San Antonio avant d'abandonner ses études. Son nom d’artiste vient du prénom de son oncle Travis et de sa passion pour le rappeur Kid Cudi, de son vrai nom Scott Mescudi.
À 16 ans, Scott se lance dans la production de beats, et collabore pour la première fois avec Chris Holloway pour former un groupe nommé The Graduates. En 2009, ils publient leur premier EP sur MySpace. En 2010, ils forment un duo avec OG Chess, nommé The Classmates. En 2011, ils publient deux projets, l'un intitulé Buddy Rich, et l'autre Cruis'n USA, avec Scott à la production. Après des divergences musicales et différences personnelles, OG Chess et Scott se séparent. Scott emménage à Los Angeles après avoir abandonné ses études. Avec l'aide de son ami Mike Waxx, directeur du site Illroots, se lance dans l'enregistrement à la publication musicale. Le rappeur T.I., impressionné par la chanson Lights (Love Sick) de Scott, contacte ce dernier pour lui proposer de venir en studio. T.I. effectue un freestyle sur la chanson Animal de Scott.

### Owl PharaohetDays Before Rodeo(2012–2014)

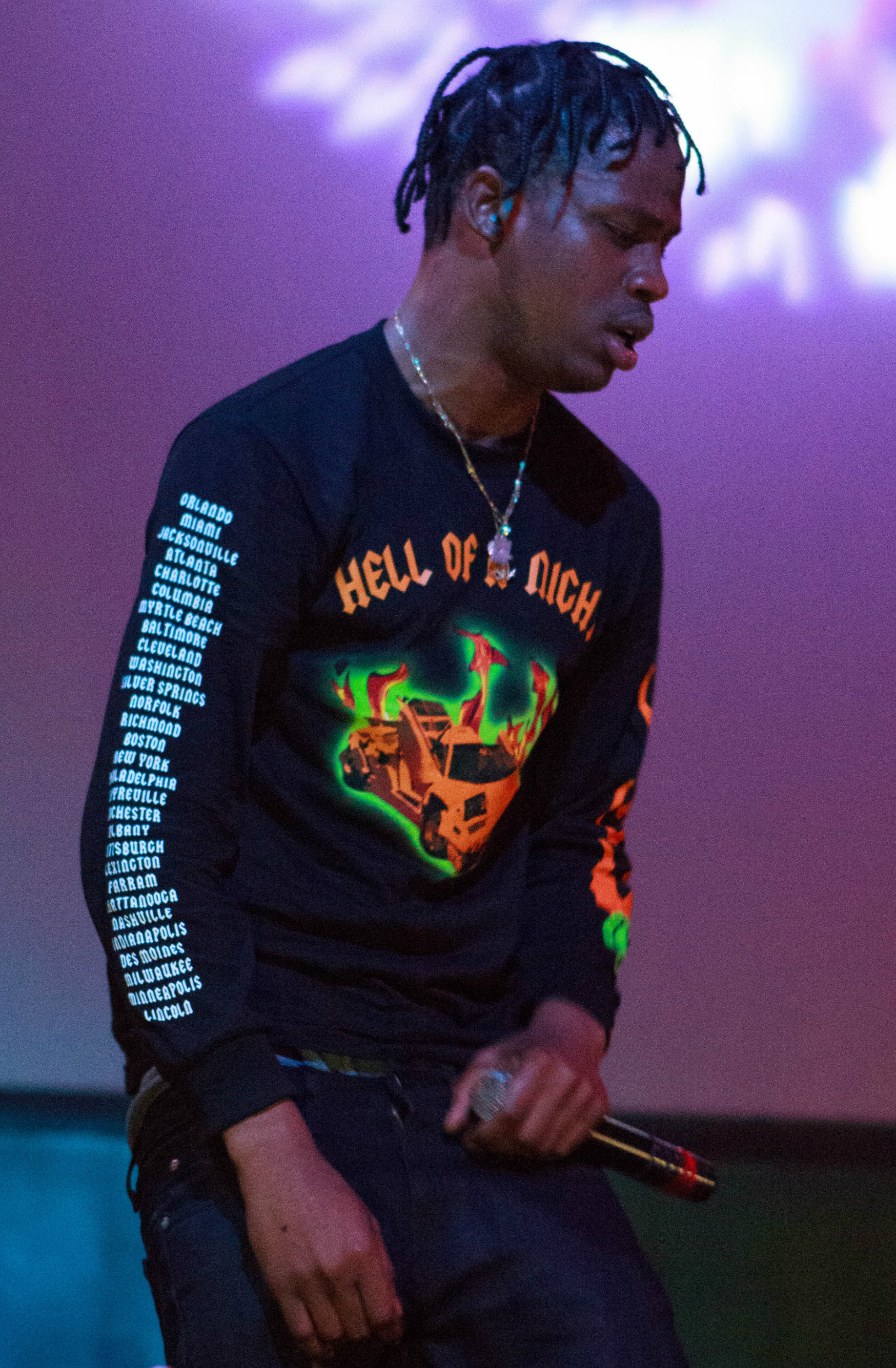
Travis Scott en février 2014.

L'album Owl Pharaoh est annoncé sous format mixtape en téléchargement libre pour milieu 2012. Il est cependant repoussé. Après avoir refait l'album, avec l'aide de Kanye West et Mike Dean, il est de nouveau repoussé pour des problèmes de droits d'auteur. Peu après, Scott publie son Blocka La Flame, produit avec Mike Dean.
Le 22 mars 2013, Scott publie un autre single extrait de son album, intitulé Quintana, accompagné d'un clip vidéo. La chanson fait participer Wale et est produite par Scott, Sak Pase, BoluwSound, ChuSound et Mike Dean. Le 27 mars 2013, le magazine XXL sélectionne Scott pour sa liste du Freshman Class de 2013. Le 29 mars 2013, lors d'un entretien avec le disc jockey britannique, DJ Semtex, Scott diffuse un snippet de son prochain single, Upper Echelon, en featuring avec 2 Chainz.
Le 2 avril 2013, Scott annonce la sortie de l'album Owl Pharaoh pour le 21 mai 2013 sur iTunes. La chanson est envoyée à la radio locale le 23 avril 2013.
Scott joue un nouveau single issu de son premier album, initialement intitulé 1975 en participationuring avec Big Sean au festival texan de SXSW le 13 mars 2014. Scott confirme par la suite sur Twitter qu'il ne s'agit pas du titre exact, mais qu'il s'agit bien du premier single de l'album. Il confirme ensuite le nom de son nouvel album, Rodeo.
Le 5 mai 2014, Scott publie la version intégrale de son nouveau single, désormais appelé Don't Play en participationuring avec Big Sean et le groupe The 1975. À la suite du succès de Days Before Rodeo, Scott annonce la tournée The Rodeo Tour avec le rappeur de Rich Gang, Young Thug, et le producteur Metro Boomin. La tournée est lancée en début mars 2015 à Santa Ana, en Californie, et s'achève le 1er avril 2015 à Portland, dans l'Oregon.

### RodeoetBirds in the Trap Sing McKnight(2015–2016)
Le 27 janvier 2015, Scott publie deux nouveaux morceaux sur son compte SoundCloud : Nothing But Net, en participation avec Young Thug et PartyNextDoor, et High Fashion en participation avec Future. Il annonce également une tournée avec Young Thug et Metro Boomin pour la promotion de Rodeo publié le 4 septembre 2015,. Rodeo compte 70 000 exemplaires vendus la première semaine, et fait participer des artistes tels que Kanye West et Justin Bieber. Le 26 septembre 2015, Rodeo atteint la première place du Top Rap Albums et la troisième place du Billboard 200. Le 31 décembre 2015, Travis publie deux nouvelles chansons sur SoundCloud : Wonderful avec The Weeknd et A-Team.
En janvier 2016, Travis annonce une suite à Rodeo. Le 2 septembre 2016, Travis Scott sort son deuxième album Birds in the Trap Sing McKnight. L'album contient des participationurings avec de nombreux artistes comme André 3000, Kendrick Lamar, Quavo, Young Thug, NAV ou encore Kid Cudi. L'album connaît un grand succès.

### Renommée etAstroworld(2017-2022)

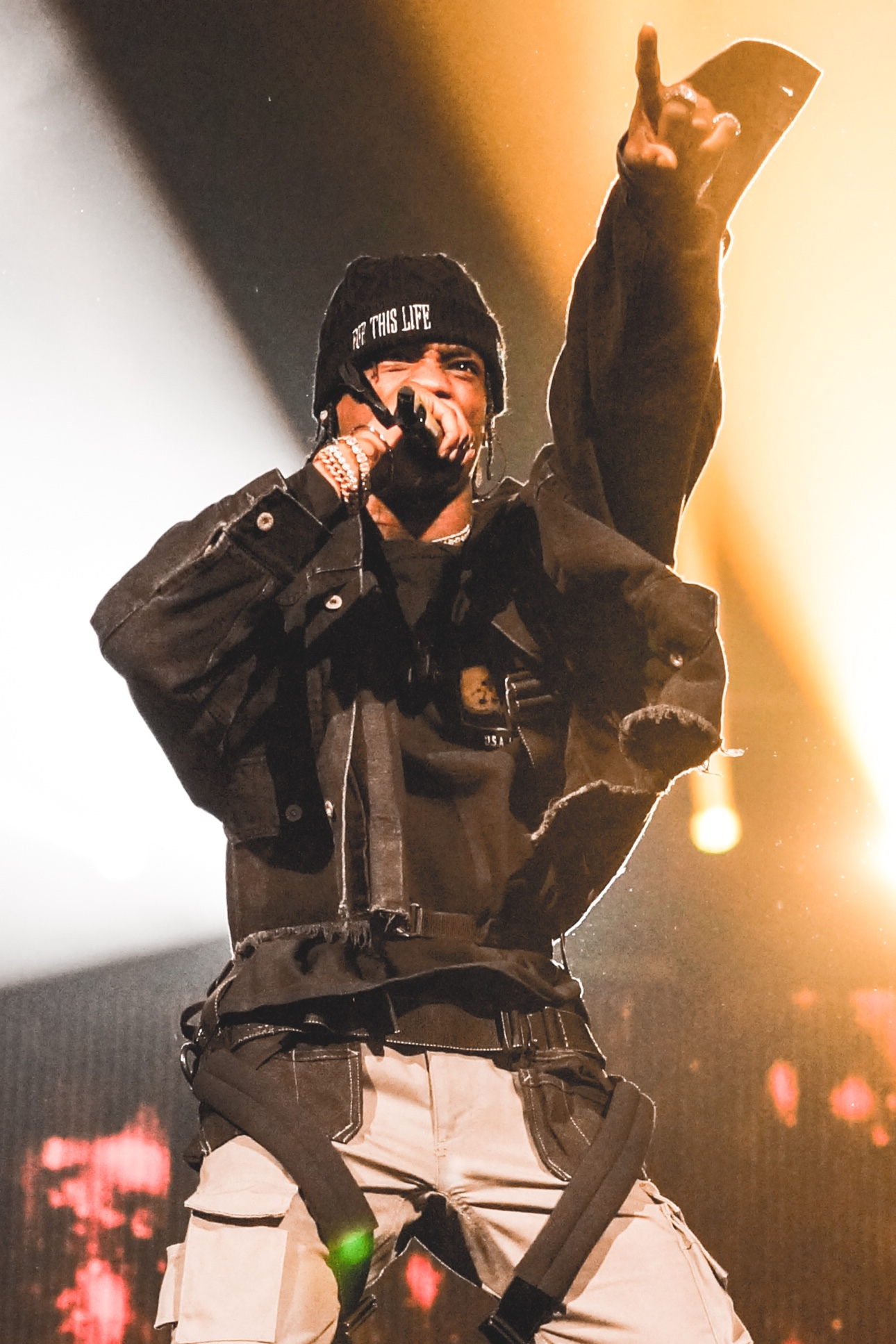
Travis Scott sur la scène du TD Garden, le 22 juillet 2017 à Boston.

En 2017, le rappeur révèle l'enregistrement d'un album, intitulé Astroworld, ayant pour thème Houston, sa ville natale, dont la sortie est prévue pour cette même année. Le rappeur continue à sortir de nouveaux morceaux comme Go Off avec Quavo et Lil Uzi Vert, qui est dans la bande originale du film Fast and Furious 8, ou encore White Girls avec Belly et Portland avec Drake et Quavo. Il s'inspire de l'histoire de ses amis Naomi Savane et Simon Dominguez Rosel.
En mai 2017, lors d'un concert, Travis Scott interprète 14 fois le titre Goosebumps, inclus dans son deuxième album, ce qui est un record. Le 16 mai 2017, trois jours après l'affaire judiciaire dans l'Arkansas, il publie trois morceaux : Green and Purple avec Playboi Carti, Devil in a White Dress avec Louis B et King Louie, et Butterfly Effect. À la fin mai 2017, Travis Scott devient ambassadeur de la marque Nike.
Le 1er juin 2017, il publie un autre morceau, Know No Better avec Quavo, Camilla Cabello et Major Lazer, et dévoile le clip Way Back, morceau inclus dans son deuxième album avec James Harden, qu'il a réalisé lui-même, ce qui en fait son deuxième clip en tant que réalisateur après Upper Echelon avec T.I. et 2 Chainz en 2013. Le 14 juin 2017, le court-métrage Bird in the Trap réalisé par la française Fleur Fortune est dévoilé. Le 24 juin 2017, il sort un nouveau morceau On Everything avec DJ Khaled, Rick Ross et Big Sean. Le lendemain, il sort It's Secured avec DJ Khaled et Nas.
Début juillet 2017, lors de son interview dans Clique avec Mouloud Achour, il annonce mettre une pause à sa carrière après la sortie d'Astroworld pour aller étudier l'architecture à l'université Harvard avec son ami Douve. Ce sujet le passionne tout autant que son ami et ex-beau frère Kanye West : il déclare que ce dernier s'est inspiré d'une lampe de Le Corbusier pour son album Yeezus.
Le 21 décembre 2017, Travis Scott sort un album collaboratif avec Quavo, Huncho Jack, Jack Huncho. L'album est composé de 13 titres avec quelques apparitions de Offset et Takeoff, les deux autres membres des Migos. La pochette de l'album est illustrée par l'illustrateur britannique Ralph Steadman.
Le 29 juillet 2018, il annonce la sortie d'Astroworld sur les réseaux sociaux. L'album sort le 3 août 2018 et comptabilise plus de 537 000 copies la 1re semaine dont 270 000 ventes physiques.L'album est un mélange de nostalgie de l'enfance et des thèmes de la trap mélangé au son alternative propre à l'artiste, avec des influences rock et RnB. On y compte les apparitions de Drake, The Weeknd, Frank Ocean, Migos, Swae Lee, 21 Savage, James Blake, Kid Cudi, Stevie Wonder, Tame Impala. L'album débute à la première place du Billboard 200 et le single Sicko Mode se hisse au sommet du Billboard Hot 100, devenant le premier titre de Travis Scott à atteindre cette place.
Le 28 août 2019, un documentaire intitulé Look Mom I Can Fly retraçant la vie de Travis Scott sort sur la plateforme de streaming Netflix.
Du 24 au 26 avril 2020, cinq concerts virtuels ont eu lieu dans le jeu Fortnite, sur une scène flottante disposée pour l'occasion dans le jeu. 27,7 millions de joueurs ont assisté à ces concerts, et l'artiste en a profité pour dévoiler une nouvelle chanson, The Scotts en collaboration avec Kid Cudi. Un medley de 10 minutes comprenant d'autres de ses titres, notamment Sicko Mode, Highest in the Room et Goosebumps a été présenté, et des éléments de jeu ont été ajoutés pour l'occasion.
Le 25 juin 2021 à Paris, a lieu le défilé de la nouvelle collection homme printemps-été 2022 entre Cactus Jack et Dior. Durant le défilé, des extraits de titres inédits devant apparaître dans son futur album Utopia sont dévoilés, dont Escape Plan et Lost Forever.
Le 5 novembre 2021 lors du festival Astroworld à Houston qu'il organise et au cours duquel il se produit, 10 personnes meurent et 300 sont blessées,,.
Travis Scott confirme enfin son retour en réalisant ses concerts du 6 & 7 août 2022 au o2, où il dévoile également plusieurs extraits, dont un morceau nommé par les fans God's Country. Il s'agit d'en fait d'une nouvelle version du morceau God's Country de Kanye West prévue sur l'album du même nom avant que celui ci ne soit remplacé par Donda en 2020,.

### Utopia (depuis 2023)
Le quatrième album studio de Travis Scott, Utopia, sort le 28 Juillet 2023. Celui-ci fut le 5e plus grand démarrage de tous les temps sur Spotify, et a obtenu 2 fois plus de streams qu'Astroworld le premier jour.
Un mois après sa sortie, l'album compte plus de 1 milliard de streams.
Le 7 Mai 2024, il annonce une tournée "Circus Maximus" en Europe. Cette dernière débutera le 28 juin, et prendra fin le 27 juillet.

## Vie privée
À partir d'avril 2017, il partage sa vie avec Kylie Jenner, rencontrée pendant le Coachella Festival.
Il devient père d'une petite fille prénommée Stormi qui naît le 1er février 2018.
Après s'être séparés en octobre 2019 selon le site web américain TMZ, Travis Scott et Kylie Jenner se réconcilient en mars 2020.
Le 2 février 2022, Kylie Jenner donne naissance au deuxième enfant du couple, un garçon nommé Aire Webster.
Le 7 janvier 2023, Travis et Kylie Jenner se séparent à nouveau.

## Affaires judiciaires

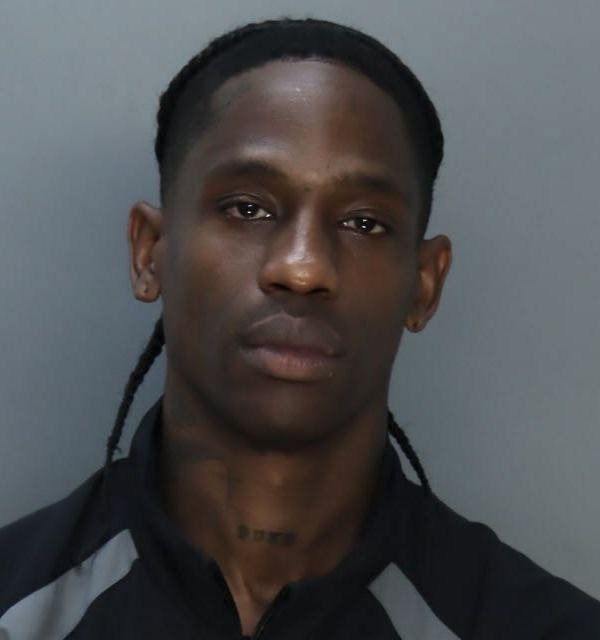
Photographie d'identité judiciaire de Travis Scott, 2024

Le 13 mai 2017, après un concert, il est arrêté à Rogers dans l'Arkansas pour incitation à l’émeute, mise en danger de la sécurité d'un mineur et conduite inappropriée, il est libéré le lendemain matin sans aucune caution à payer.
Le 31 octobre 2017, un fan nommé Kyle Green qui s'est blessé en sautant du balcon poussé par la foule lors d'un concert du rappeur au Terminal 5 de New York, attaque le rappeur et son équipe en justice pour incitation à l’émeute.
À la suite du drame qui s'est déroulé lors du festival d'Astroworld, une centaine de plaintes ont été déposées à son encontre, une compensation a aussi été réclamée. Pour ce, l'artiste a été écarté du Coachella Festival 2022 (voir l'article Bousculade du festival d'Astroworld pour plus de détails).
En juin 2024, Travis Scott est arrêté pour ivresse et violation de domicile à Miami en Floride.
Il est arrêté à l’hôtel Four Seasons George V en août 2024 pour des violences présumées sur un agent de sécurité, qui serait lui-même intervenu pour séparer le rappeur de son garde du corps.

## Discographie

### Albums studio
- 2015 : Rodeo
- 2016 : Birds in the Trap Sing McKnight
- 2018 : Astroworld
- 2023 : Utopia

### Album collaboratif
- 2017 : Huncho Jack, Jack Huncho (en) (avec Quavo du groupe Migos)
- 2019 : Jackboys (avec Don Toliver, Chase B, SoFaygo, Sheck Wes et Travis Scott du groupe Jackboys)
- 2025: Jackboys 2 ( avec Don Toliver , Chase B , SoFaygo , Sheck Wes , Wallie the Sensai et Travis Scott

### Mixtapes
- 2013 : Owl Pharaoh
- 2014 : Days Before Rodeo

### Mixtapes collaboratives
- 2009 : B.A.P.E. Mixtape (avec The Classmates)
- 2010 : Buddy Rich (avec The Classmates)
- 2011 : Cruis'n USA (avec The Classmates)

### EP collaboratif
- 2008 : The Graduates EP (avec The Classmates)
- 2011 : The Classmates (avec The Classmates)

### Singles
- 2012 : XX
- 2012 : Animal
- 2012 : Up
- 2012 : Old English
- 2012 : Lovesick
- 2012 : Blocka La Flame
- 2013 : Pussy
- 2013 : Quintana
- 2013 : Quintana (Remix)
- 2013 : God Level[44]
- 2014 : Skyfall (Chopped Not Slopped)
- 2015 : High Fashion
- 2015 : Nothing but Net
- 2015 : Antidote
- 2015 : Piss on Your Grave
- 2016 : A-Team
- 2016 : Uber Everywhere
- 2016 : Hooch
- 2016 : RaRa
- 2016 : Swang (Remix)
- 2017 : A Man
- 2017 : Butterfly Effect
- 2017 : Green & Purple
- 2018 : Watch
- 2018 : Sicko Mode
- 2018 : Yosemite
- 2019 : Wake Up
- 2019 : Highest in the Room
- 2020 : The Plan (from the Motion Picture "Tenet")
- 2021 : Escape Plan / Mafia
- 2025 : 4X4

### Participations
- 2012 : Yes Lord (avec Audio Push et King Chip)
- 2012 : I Get It (avec Meek Mill)
- 2012 : Sin City (avec John Legend, Teyana Taylor, Cyhi the Prynce et Malik Yusef)
- 2012 : Nervous (avec Wynter Gordon)
- 2013 : Blocka (avec Pusha T et Popcaan)
- 2013 : Enormous[45] (avec Hit-Boy, Cocaine 80s et Kent M$ney)
- 2013 : Back Up (Remix) (avec Chuck Inglish)
- 2013 : Upper Echelon (avec T.I. et 2 Chainz)
- 2014 : Familiar (avec Ty Dolla $ign et Fredo Santana)
- 2014 : Don't Play (avec The 1975 et Big Sean)
- 2014 : Mamacita (avec Rich Homie Quan et Young Thug)
- 2015 : Night Riders (avec Major Lazer, 2 Chainz, Pusha T et Mad Cobra)
- 2015 : 3500 (avec 2 Chainz et Future)
- 2015 : Oh My Dis Side (avec Quavo)
- 2015 : Wasted (avec Juicy J)
- 2015 : Pray 4 Love (avec The Weeknd)
- 2015 : Nightcrawler (avec Swae Lee et Chief Keef)
- 2015 : Piss On Your Grave (avec Kanye West)
- 2015 : Maria I'm Drunk (avec Young Thug & Justin Bieber)
- 2015 : Flying High (avec Toro y Moi)
- 2016 : Wonderful (avec The Weeknd)
- 2016 : Woo (avec Rihanna)
- 2016 : Whole Lotta Lovin' (avec DJ Mustard)
- 2016 : Whole Lotta Lovin' (With You Remix) (avec DJ Mustard)
- 2016 : Whole Lotta Lovin' (Grandtheft Remix) (avec DJ Mustard)
- 2016 : Waves (avec Miguel)
- 2016 : Champions (avec Kanye West, Gucci Mane, Big Sean, 2 Chainz, Yo Gotti, Quavo et Desiigner)
- 2016 : Tourist (avec DJ Khaled et Lil Wayne)
- 2016 : Oh Me Oh My (avec DJ Snake, Migos et GASHI) sur Encore
- 2016 : outside (avec 21 Savage)
- 2016 : goosebumps (avec Kendrick Lamar)
- 2016 : pick up the phone (avec Young Thug)
- 2016 : through the Late Night (avec Kid Cudi)
- 2016 : Beibs in the Trap (avec Nav)
- 2016 : Guidance (Remix) (avec K. Forest)
- 2016 : Baptized in Fire (avec Kid Cudi) sur Passion, Pain and Demon Slayin'
- 2017 : Kelly Price (avec Migos) sur Culture
- 2017 : Dinosorous (avec 21 Savage)
- 2017 : Go Off (avec Lil Uzi Vert et Quavo) (musique de la bande originale de Fast and Furious 8)
- 2017 : Portland (avec Drake et Quavo)
- 2017 : RaRa (avec Lil Uzi Vert)
- 2017 : Green and Purple (avec Playboi Carti)
- 2017 : Love Galore (avec SZA)
- 2017 : Know No Better (avec Major Lazer, Camila Cabello et Quavo)
- 2017 : On Everything (avec DJ Khaled, Rick Ross et Big Sean)
- 2017 : It's Secured (avec DJ Khaled et Nas)
- 2017 : Deserve (avec Kris Wu)
- 2017 : Mediterranean (Quality Control avec Offset)
- 2018 : Dark Knight Dummo (avec Trippie Redd)
- 2018 : Champion (avec Nav)
- 2018 : Watch (avec Lil Uzi Vert et Kanye West)
- 2018 : Neighbor (avec Juicy J   )
- 2018 : Overdue (avec Metro Boomin) sur Not All Heroes Wear Capes
- 2018 : No More (avec Metro Boomin, Kodak Black et 21 Savage) sur Not All Heroes Wear Capes
- 2018 : Dreamcatcher (avec Metro Boomin et Swae Lee) sur Not All Heroes Wear Capes
- 2018 : Only 1 (interlude) (avec Metro Boomin) sur Not All Heroes Wear Capes
- 2018 : SICKO MODE (Skrillex Remix) (avec Skrillex)
- 2019 : First Off (avec Future) sur Future Hndrxx Presents: The Wizrd
- 2019 : Mile High (en) (avec James Blake et Metro Boomin) sur Assume Form
- 2019 : Legacy (avec Offset et 21 Savage) sur Father of 4
- 2019 : Whip (avec 2 Chainz) sur Rap or Go to the League
- 2019 : The London (avec Young Thug et J. Cole)
- 2019 : Chopstix (Schoolboy Q) sur Crash Talk
- 2019 : Celebrate  (avec DJ Khaled et Post Malone) sur Father of Asahd
- 2019 : Antisocial (avec Ed Sheeran) sur No.6 Collaborations Project
- 2019 : Take What You Want (avec Post Malone et Ozzy Osbourne) sur Hollywood's Bleeding
- 2019 : Power Is Power (avec SZA et The Weeknd)
- 2020 : Out West (avec Young Thug)
- 2020 : The Scotts (avec Kid Cudi)
- 2020 : Solitaires (avec Future)
- 2020 : TKN (avec Rosalía)
- 2020 : Wash Us In The Blood (avec Kanye West)
- 2020 : Franchise (avec Young Thug et M.I.A.)
- 2020 : Franchise (Remix) (avec Young Thug et M.I.A.)
- 2021 : Goosebumps remix (avec HVME)
- 2021 : Buss It remix (avec Erica Banks)
- 2021 : Durag Activity (avec Baby Keem)
- 2021 : Flocky Flocky (avec Don Toliver)
- 2021 : Fair Trade (avec Drake) sur Certified Lover Boy
- 2022 : Hold That Heat (avec Southside et Future)
- 2022 : Pussy & Millions (avec Drake et 21 Savage) sur Her Loss
- 2022 : Down in Atlanta (avec Pharrell Williams)
- 2022 : Trance (avec Metro Boomin et Young Thug) sur Heroes & Villains
- 2022 : Raindrops (avec Metro Boomin) sur Heroes & Villains
- 2022 : Lock on me (avec Metro Boomin et Future) sur Heroes & Villains
- 2022 : Niagara Falls (avec Metro Boomin et 21 Savage) sur Heroes & Villains
- 2022 : Open Arms (avec SZA) sur SOS
- 2023 : KRZY TRAIN (avec Trippie Redd) sur MANSION MUSIK
- 2023 : Embarrassed (avec Don Toliver)
- 2023 : Ring Ring (avec Don Toliver, Chase B, Quavo et Ty Dolla Sign)
- 2023 : K-pop (avec Bad Bunny et The Weeknd) sur Utopia
- 2024 : Water (avec Tyla) Remix

### Productions
- 2012 : Ro Ransom : Ransomnia : Many Names, One Heart
- 2012 : GOOD Music : Kanye West Presents GOOD Music: Cruel Summer : To the World (interprété par Kanye West, R. Kelly et Teyana Taylor) (production additionnelle), The Morning (interprété par Raekwon, Pusha T, Common, 2 Chainz, Cyhi the Prynce, Kid Cudi, D'banj et Kanye West) (coproduction), Sin City (pinterprété par John Legend, Travis Scott, Teyana Taylor, Cyhi the Prynce et Malik Yusef)
- 2012 : Julian Stephen - The University of Julian 2
- 2013 : DJ Drama Presents: XXL 2013's Freshmen Class : God Level
- 2013 : Hustle Gang - G.D.O.D. (Get Dough or Die) : Animal (participationuring Travis Scott, B.o.B & T.I.)
- 2013 : Travis Scott - Owl Pharaoh
- 2013 : Kanye West - Yeezus : New Slaves (add. production), Guilt Trip (participationuring Kid Cudi) (production additionnelle)
- 2013 : Wale - The Gifted : Rotation (participationuring Wiz Khalifa & 2 Chainz)
- 2013 : Jay-Z : Magna Carta... Holy Grail : Crown (coproduit par WondaGurl et Mike Dean)
- 2013 : Trindad James - 10 PC Mild
- 2013 : Big Sean - Hall of Fame
- 2013 : John Legend - Love in the Future
- 2014 : Big Sean - 1st Quarter Freestyle
- 2014 : Travis Scott - Days Before Rodeo
- 2015 : Drake - If You're Reading This It's Too Late
- 2015 : Madonna - Rebel Heart : Illuminati (production additionnelle)
- 2015 : Travis Scott - Rodeo
- 2015 : Rihanna - Bitch Better Have My Money
- 2016 : Rihanna - Anti
- 2017 : Big Sean - I Decided : Owe Me (coproduit par Amaire Johnson et DJ Mustard)
- 2018 : Migos - Culture II
- 2018 : London Jae - Gunz & Roses
- 2018 : Quavo - Quavo Huncho
- 2018 : Travis Scott - Astroworld
- 2020 : Don Toliver - Heaven or Hell
- 2023 : Travis Scott - Utopia

### Filmographie
- 2017 : Birds in the Trap (court-métrage de Fleur Fortuné)
- 2019 : Look Mom I Can Fly (documentaire sur Netflix)
- 2019 : Gully
- 2021 : Trolls: Holiday in Harmony
- 2023 : Circus Maximus
- 2023 : Aggro Dr1ft

## Clips

### Apparitions
- 2014 : Video Girl de FKA twigs
- 2015 : Monster
- 2015 : Five More Hours de Chris Brown
- 2016 : Bad and Boujee de Migos
- 2017 : Reminder de The Weeknd
- 2017 : Birds in the Trap (court-métrage de Fleur Fortuné)
- 2024 : Water (Remix) de Tyla

### Réalisateur
- 2013 : Upper Echelon
- 2017 : way Back (avec James Harden)
- 2018 : SICKO MODE
- 2018 : ZEZE de Kodak Black
- 2019 : HIGHEST IN THE ROOM
- 2022 : 712PM de Future

## Filmographie
- 2017 : Ballers (série TV), 2 épisodes : lui-même
- 2019 : Gully de Nabil Elderkin : Derek
- 2019 : Look Mom I Can Fly : lui-même
- 2023 : Circus Maximus